# Listen to berlin
listen to berlin ist eine Kompilation-Reihe, die jährlich von der Berlin Music Commission produziert und herausgegeben wird. Dieser Sampler ist nicht für den kommerziellen Verkauf bestimmt. Die Künstler werden von einer Fachjury ausgewählt. Der Fokus liegt auf jungen Berliner Künstler und Produzenten. Mit ihrem innovativen Sound werden sie auf nationalen und internationalen Musikmessen, wie Berlin Music Week, Reeperbahnfestival, c/o pop, Midem und South by Southwest, dem Fachpublikum präsentiert. Die Auflage beträgt jeweils 10.000 Exemplare.  Diese Kompilation erschien 2008 noch unter dem Namen „achtung music – new berlin talent“, 2009 erschien sie erstmals unter dem Titel „listen to berlin“, unter dem sie seither jährlich fortgeführt wird. Neben der Compilation umfasst das Konzept Live-Showcases wie auf dem Karneval der Kulturen und der Berliner Fête de la Musique. Zudem werden seit 2017 jährlich die Listen To Berlin Awards im Rahmen des Branchenfestivals Most Wanted: Music vergeben. 

## achtung music – new berlin talent (CD-BMC0801) 2008/09
- 01 Khan Of Finland – Who Never Rests
- 02 Damero – Passage To Silence
- 03 CLP feat. Tunde Olaniran – I’m So Trill
- 04 Jahcoozi – BLN
- 05 Brian Cares – Saysay
- 06 Kissogram – She’s an Apple Pie
- 07 Nomad Soundsystem – Fatima
- 08 Puppetmastaz – Mephistopheles
- 09 Frau Brex – Naif
- 10 Henrik Schwarz – Imagination Limitation
- 11 Bodi Bill – I Like Holden Caulfield
- 12 Raz Ohara & The Odd Orchestra – Kisses
- 13 It’s a Musical – The Music Makes Me Sick
- 14 Get Well Soon – You/Aurora/You/Seaside
- 15 Kat Frankie – Everything Everything
- 16 Kyoka – ybe ybe
- 17 Jasmina Maschina – Slow Walker

Erschienen 2008 bei Piranha Music & IT

## listen to berlin (CD-BMC0901) 2009/10
- 01 Ofrin – Tango
- 02 Oliver Koletzki feat. Fran – Hypnotized
- 03 Cobra Killer – The Universe Is In The Oven
- 04 Bonaparte – Anti Anti
- 05 RQM – Miss Pacman
- 06 Rotfront – B-Style
- 07 Robot Koch – Soundboy
- 08 Popular Damage – Everybody got young (in 2001)
- 09 Masha Qrella – I Talk To The Trees
- 10 Notic Nastic – Stupid Happy
- 11 Moderat – Rusty Nails
- 12 Yaneq feat. Warren Suicide – Loosin It
- 13 Trikot – Drogenabhängig
- 14 Daniel Meteo – Audio Quattro
- 15 DJ T. – Dis
- 16 Daniel Haaksman feat. MC Jennifer – Who’s Afraid Of Rio?
- 17 Ye:Solàr – Five
- 18 Super 700 – S.T.T.S.M.C. (Somebody Tried To Steal My Car)

Erschienen 2009 bei Piranha Music & IT

## listen to berlin 2010/11 (CD-BMC1001)
Fachjury: Mona Rübsamen (MotorFM), Christof Ellinghaus (City Slang), Hagen Liebing (tip Berlin), Yasmine Gallus (Budde Music), Martin Böttcher (ByteFM)
- 01 Rhythm Monks – Primal Beat
- 02 Pablo Decoder – Stockholm
- 03 Missincat – Back on my Feet
- 04 Mittekill – Wasser oder Wodka
- 05 Barbara Panther – Moonlight People
- 06 Erik & Me – Einsam
- 07 I Heart Sharks – Wolves
- 08 Jahcoozi – Barefoot Dub
- 09 Haito Göpfrich – Komm mal klar
- 10 Tim Neuhaus – Blankets
- 11 Valeron & The Coconuts – Garlic in the Pocket
- 12 I Might Be Wrong – Saloman
- 13 Circlesquare – Dancers
- 14 Norman Palm – Landslide
- 15 Mokke – Happy Chameleon
- 16 K.C.McKanzie – Lonely Fighter
- 17 Raz Ohara & The Odd Orchestra – Miracle
- 18 Torpedo Boyz – Ich bin Ausländer (Leider zum Glück)

Erschienen 2010 bei Piranha Music & IT

## listen to berlin 2011/12 (CD-BMC1101)
Fachjury: Paulo Reachi ( !K7 Records), Jens Balzer (Berliner Zeitung), Claudia Frenzel (WANTED! Int. Artist Affairs/Funkhaus Europa), Dimitri Hegemann ( Tresor Berlin) und Christian Blumberg (Morr Music)
- 01 Bodi Bill – What (Sinnbus)
- 02 A Forest - A Stereotype (Analogsoul)
- 03 Dance On The Tightrope - At First Sight (Manta Ray)
- 04 Snax - Special Guest Star (Random Records)
- 05 Dirty Honkers - Gingerbread Man (Banzai Lab)
- 06 Daveman - No Anger No More (SCM)
- 07 Mil Santos rocks w/ Nice Tea A Que Te - A Que Te Cojo (unreleased)
- 08 Patryk Molinari - Give Me (Greelpound)
- 09 Brass Wood & Wires - Man On Wire (unreleased)
- 10 Touchy Mob - Atlantic Back (Touchy Mob)
- 11 Brandt Brauer Frick - Bop (!K7 Records)
- 12 Hanin Elias - Melancolia (RBL)
- 13 Duran Duran Duran - Booty Jihad (Cock Rock Disco)
- 14 Frank Bretschneider - Clap 05 (False Industries)
- 15 sy.ic - Spirits (unreleased)
- 16 DNN feat. Laska - A Silent Close (Halbsicht)
- 17 Telebossa - Seculo Do Progresso (Staubgold)
- 18 Mary Ocher - On The Streets of Hard Labor (Haute Areal)

Erschienen 2011 bei Piranha Music & IT

## listen to berlin 2012/2013 (CD-BMC 1201)
Fachjury: Mona Rübsamen (FluxFM), Markus Schneider (Berliner Zeitung), Hauke Steinhof (Four Artists Booking), Steffen Schmidt (Funkhaus Europa) und Christof Ellinghaus (City Slang)
- 01 Kreuz Ost - Berlin (unreleased)
- 02 Camera - Ausland (Bureau B)
- 03 Jazzanova - I Can See - Funkhaus Sessions (Sonar Kollektiv)
- 04 Me and My Drummer - You’re A Runner (Sinnbus)
- 05 Smash TV - Matthew Pervert (Get Physical Music)
- 06 Pon.O - Twilight feat. Pantasz (50 Weapons)
- 07 Anne Haight - Black Bird (unreleased)
- 08 BudZillus - Nicht Allein (Munka Records)
- 09 The Mokkers - Indians (unreleased)
- 10 Freakish Atlantic - House Of Cards (House Of Cards)
- 11 Nod One’s Head - UP (Nod One’s Head)
- 12 Fenster - Spring Break (Morr Music)
- 13 Dawn - Maze (dawn music berlin)
- 14 Why I used to father Them - All Frequencies (unreleased)
- 15 Tim McMillan - Spiders (T3 Records)
- 16 Lord Mouse & The Kalypso Katz - Monkey Bop (unreleased)
- 17 Boban i Marko Marković - Go Marko Go - Robert Soko RMX (Piranha Music)
- 18 Lail Arad - Everybody is Moving To Berlin (Minor Music)

## listen to berlin 2013/2014 (CD-BMC 1301)
Fachjury: Jens Balzer (Berliner Zeitung), Claudia Frenzel (Funkhaus Europa / WANTED International), Eva Kiltz (VUT e.V.), Tim Thaler (BLN.FM), Tobias Thon (Native Instruments)
- 01 Oskar Schuster - Sneeuwland (Oskar Schuster / Sellaband)
- 02 trio Rosenrot - Ich hab die Nacht geträumet (Hub Hildebrand)
- 03 The Perfect Pineapple - Mountains (The Perfect Pineapple)
- 04 Georg auf Lieder - Löcher in den Hosentaschen (Richard Georg Wolf)
- 05 Mokke - Grashopper (Tomoki Ikeda / Blankrecords)
- 06 Anstam - Hearts Soliloquy (Monkeytown Records / 50Weapons)
- 07 The bianca Story - Dancing People Are Never Wrong [Jan Blomqvist Remix] (Motor Entertainment)
- 08 Ornette - Crazy [Nôze Remix] (Get Physical Music)
- 09 Van Bonn - Onwards I (Traum Schallplatten / Telrae)
- 10 Matias Aguayo - El Sucu Tucu (KOMPAKT)
- 11 Mop Mop feat. Fred Wesley & Anthony Joseph - Run Around (Agogo Records)
- 12 JAQEE - Yes I Am (Rootdown Music)
- 13 Dota - Warten auf Wind (Kleingeldprinzessin Records)
- 14 The/Das - Have No Fear [Edit] (Sinnbus)
- 15 Siriusmo - Wattnlosmitmir (Monkeytown Records)
- 16 SYMBIZ SOUND feat. ZHI MC - Soundboy Dead (Rootdown Music)
- 17 TANGOWERK by NHOAH feat. Lulu Schmidt - Innocent [Dubstep Version] (R.O.T. Records)
- 18 Supergaul - Das muss Liebe sein (Rummelplatzmusik)

## listen to berlin 2014/2015 (CD-BMC 1401)
Fachjury: Ueli Häflinger (FluxFM), Julia Gudzent (Melt! Booking / First We Take Berlin), Dirk Schade (pankow entertainment), Alexander Walter (WOMEX), Gudrun Gut (Monika Enterprise), Olaf Kretschmar (Berlin Music Commission)
- 01 Die wartenden Fahrgäste – Du kommst nie allein (Telecacao Musik)
- 02 Junior – I Don’t Listen Much (Popup-Records)
- 03 Jan Blomqvist – Time Again [Radio Edit] (Motor Entertainment)
- 04 UNMAP – When To Lead And When To Follow (Sinnbus)
- 05 to roccoco rot – Classify (feat. Arto Lindsay) (City Slang)
- 06 Phia – Do You Ever (Phia)
- 07 Fenster – Hit & Run (Morr Music)
- 08 Holler My Dear – Disappear Me (Traumton Records)
- 09 Der E-Kreisel – Is it all (Der E-Kreisel)
- 10 FJAAK – Osaka (50Weapons)
- 11 MissinCat – Pirates (MissinCat)
- 12 DJ İpek İpekçioğlu – Berlin Balkan Bond (feat. DeLi Brass) (DJ İpek İpekçioğlu)
- 13 Parasite Single – The Hunt (Motor Entertainment)
- 14 Miss Kenichi – Who Are You (Sinnbus)
- 15 Trullesand – Mädchen hat Rhythmus (Winterland Records)
- 16 Oana Catalina Chitu – Habar n-ai tu (Asphalt Tango Records)
- 17 Nitzsche & Hummel – Taxi Mosquito (Nitzsche & Hummel)
- 18 Clara Hill – Lost Winter [Radio Edit] (Tapete Records)

## listen to berlin 2015/2016 (CD-BMC 1501)
Fachjury: Olaf Kretschmar (Berlin Music Commission), Katja Lucker (Geschäftsführung Musicboard Berlin GmbH), Jean-Paul Mendelsohn (XJAZZ Festival), Christoph Schrag (Radio Fritz), Peer Steinwald (Budde Music) und Fruzsina Szép (Berlin Festival & Lollapalooza Berlin)
- 01 Still Parade - Fields (Serve & Volley Records)
- 02 I’m Not A Band - Ocean Heart (AdP Records)
- 03 SAFI - Ausgebrannt ([PIAS] Recordings Germany)
- 04 Daniel Haaksman - Sabado [feat. Bulldozer] (Man Recordings)
- 05 Sookee - If I Had A (SPRINGSTOFF)
- 06 Robot Koch - Let Me [feat. Curtain Blue & Born In Flamez] (Monkeytown Records)
- 07 Aicha Parker - Fantasy
- 08 Team Amateur - Schieß mir ins Knie (Rummelplatzmusik)
- 09 Asbjørn - Scandinavian Love (Body of Work)
- 10 NÖRD - Rette Mich Wer Kann (Bring Me Home)
- 11 Komfortrauschen - Marilyn (SPRINGSTOFF)
- 12 Wittke - Hallo Mainstream (Rummelplatzmusik)
- 13 Onom Agemo & The Disco Jumpers - Rar (Agogo Records)
- 14 Hope - Raw (Zuckerberg Tapes)
- 15 Cyminology - Che Gune Ast (ECM Records)
- 16 Liste Noire - Afire Afire
- 17 Maxim Vaga - Guilt Dance
- 18 Pilocka Krach - Do you Like The Beat (Monika Enterprise)
- 19 Allie - This Is How I Go (Motor Entertainment)

## listen to berlin 2016/2017 (CD-BMC 1601)
Fachjury:  Katharin Ahrend (Feel Festival), Jana Rahmlow (Berlin Music Commission), Fredrik Nedelmann (Freibank Music Publishing / VUT), Zoe T. Rasch (Mint Berlin, Birds And Bells), Gerrit Winterstein (The Hook) und Jorin Zschiesche (recordJet)
- 01 Mop Mop - Supreme feat. Wayne Snow (Agogo Records)
- 02 Lord Pusswhip - Endurminning feat. Lauren Auder (Cosmic Seagull Records)
- 03 NOSOYO - 6 or 7 Weeks (Freudenhaus Recordings)
- 04 Carmel Zoum - In the Club (Killerrr)
- 05 Berlin Boom Orchestra - Dubby Lan (Luke Jason Remix) (Springstoff)
- 06 The Jooles - Break of Dawn (Waterfall Records)
- 07 Die Wilde Jagd - Austerlitz (Edit) (Bureau B)
- 08 Rancune - Freiheit mein Arsch (Juvenile Delinquent)
- 09 LiVKi - Noke (LIVV)
- 10 Niconé - Still Young (Radio edit) (Katermukke)
- 11 Coss - Shift VI feat. Doro and Raimund (Metanoia)
- 12 Klezmeyers - Emilias Lächeln (GLM Musik)
- 13 Soukie & Windish - St. Tropitz (Radio edit) (URSL Records)
- 14 Lion Sphere - Sisters (Lion Sphere)
- 15 Ann & Bones - In the Aftermath
- 16 Magic Island - Shepherd (Mansions and Millions)
- 17 Alice Phoebe Lou - Society (Alice Phoebe Lou / Motor Music)
- 18 Benne - Ich atme (Ferryhouse Productions)

## listen to berlin 2017/2018 (CD-BMC 1701)
Fachjury:  Milena Fessmann (Cinesong), Simone Hoffmann (Fête Company), Martin Hossbach (Spex, Pop-Kultur Festival), Hannes Krauss (Dussmann das KulturKaufhaus), Olaf Kretschmar (Berlin Music Commission), Jana Rahmlow (Berlin Music Commission), Aditya Sharma (Radio Fritz)
- 01 Dota Kehr - Grenzen (Kleingeldprinzessin Records)
- 02 Wolfgang Lohr & Louie Prima feat. Slim & Slam - The Flat Floot Floogie (Freshly Squeezed Music)
- 03 OUM SHATT - Gold to Straw (Snowhite Records)
- 04 Sookee - Queere Tiere (Buback)
- 05 Carmen Underwater - Ring the Alarm
- 06 HYMMJ - Guillotine
- 07 FLOW & MC ZULU - Lose Control Remix (Metrofon Records)
- 08 Lars Moston - Good Times feat. Isis Salam (Radio Edit) (Katermukke)
- 09 Sebastian Block - Bist du die Antwort (Metropol)
- 10 Maurizio Presidente! - Jumie
- 11 ANA ANA - You got me
- 12 Shirley Holmes - Voeglein (Pearl Division)
- 13 Kitty Solaris - Silent
- 14 The Ghosts of Helags - The Universe And Mankind
- 15 Hans Solo - Assise
- 16 ENEQUIST - Distorted
- 17 Karlie Apriori - Zu Mir (Spinnup)
- 18 LoYoTo & Stickerman - Closing feat. „Ben Ivory“

## listen to berlin 2018/2019 (CD-BMC 1801)
Fachjury: Anja Caspary (RadioEins), Anne Haffmans (Domino Records), Olaf Kretschmar (Berlin Music Commission), Maximilian Paproth (Universal Music), Michail Stangl (Boiler Room / CTM – Festival Berlin) und Alexandra Ziem (Sony/ATV)
- 01 Unicat - Ocean
- 02 Malonda - Mondin
- 03 Anoki & Blimes - Vor die Hunde
- 04 I’m Not A Band - Swimming
- 05 SADO OPERA - You Make me...Ah!
- 06 Kingsley Q - Bankrobbers
- 07 UNS - INTERNETGOLD
- 08 Sondermueller - Netto
- 09 Catnapp & Dabow - Fade
- 10 Ray Kandinski - Power
- 11 Bayuk - Old June
- 12 Ani Klang - Continu
- 13 Katja Aujesky - Der See
- 14 Anne Haight - In The Darkness
- 15 Yusuf Sahilli - No Way Out
- 16 Airon Kolarow - Provide
- 17 André Uhl - New Oil
- 18 Snow Forest - City

## listen to berlin 2019/2020 (CD-BMC 1901)
Fachjury: Tina Adams (Caroline International), Petra Husemann (Motor Music), Ueli Häfliger (Flux FM), Olaf Kretschmar (Berlin Music Commission), Katja Lucker (Musicboard Berlin) und Desiree Vach (Ingrooves, Snowhite)
- 01 Shirley Holmes - BinIchBinIch
- 02 Nosoyo - Glitter
- 03 ZUSTRA - Oh No
- 04 junk-E-cat - Treature
- 05 Calcou - LFOst
- 06 Yippie Yeah - So Tun
- 07 Glassberg & Disasters - Finanzamt
- 08 Robert John Hope - Colorado
- 09 ANA ANA x Itwo5 - Sea
- 10 OKO - Dilmano
- 11 LiVKi - Spectacular
- 12 Ducks! & Christa Belle - The Dance Mania
- 13 HAUD - OHM
- 14 Ponte Pilas - Eye for an Eye
- 15 Die Kerzen - Al Pacino
- 16 Naima - On the Run
- 17 Petula - Juno
- 18 Kann Karate - bln.

## listen to berlin 2020/2021 (CD-BMC 2001)
Fachjury: Nicky Böhm (Beatport) Markus Kavka (Deluxe Music), Olaf Kretschmar (Berlin Music Commission), Lisa Riepe (Zebralution), Jill Schneider (Landstreicher Booking) & Mara Spitz (Deezer)
- 01 Alin Coen - Du bist so schön
- 02 SIND - Karlshorst
- 03 Fritzi Noirhomme - Oh Mama
- 04 Gloria Blau - Blut geleckt
- 05 MKSM - Know Your Love
- 06 IKE & Sera Kalo - In My Feelings
- 07 KOKA - Let Them Know
- 08 Sibéri - Change
- 09 Night-Visions - naive
- 10 Kalthauser - Alles Gute
- 11 Miseongii & NI-IL - do you
- 12 Yoni Cyrus - Ohne Dich
- 13 Liesl - Statue
- 14 FERHAT - Pehlivan (Turkish Wedding Mix)
- 15 VOIG7 - Green Lanes
- 16 Lucas Carey - Club Night Interrupted
- 17 Birke Lou - Jealous
- 18 Mia Knob Jacobsen - Losing Our Game

## listen to berlin 2021/2022 (CD-BMC 2101)
Fachjury: Edoardo Rossi, Ipek Ipekcioglu, Maureen Mutheu, Nadine Lange, Olaf Kretschmar, Thomas Morr, Yasmine Gallus

Part I
- 01 DJ Grace Kelly, Gizmo 6zm - Vem Habibi
- 02 Caxxianne - Cancer
- 03 RUSNAM - La luzcha
- 04 HAGNÄS - Wostok Lake
- 05 Barbara Cuesta - A Head Will Roll
- 06 Phileas - Eternal Refrain
- 07 Maury111 - Indisla
- 08 Lady Maru - Mind Battle
- 09 Buhai - Beton
- 10 Chimana - Be the Change
- 11 Emilio Urbay Zevallos - Palo Santo
- 12 Christopher Titz - Walking the Corner
- 13 Aÿa - WonderGirl Part II
- 01 Mona Mur - Tiny House (Trailerpark Blues)
- 02 Zani Sizani, aericsn - What Would You Do for Love
- 03 M.Rider - Surrender
- 04 Catenation - Spiral III
- 05 wasgehtchloe - Platin
- 06 Herbie Frame, Gregor Mills, Marina - Chilly Breeze
- 07 Dirty Honkers - Be My Love
- 08 Skin On Flesh - You'll See Me
- 09 Elias Aboud - Watad
- 10 VILIFY - Due Weight
- 11 Mari Mana - You and Me
- 12 Moses Charles - The Nicest Thing (You Never Said to Me)
- 13 Josh Savage - Imprint

## listen to berlin 2022/2023 (CD-BMC 2201)
Fachjury: Olaf Kretschmar, Pamela Owusu-Brenyah, Miriam Rossius, Peer Steinwald, Kirsten Grebasch, Wolf Kampmann, Mona Rübsamen
- 01 jupiter flynn - Misunderstanding
- 02 Gotopo - Maravilla en la Desgracia
- 03 Johanna Amelie - HOPE
- 04 Maxim Vaga - What is so Good About Home
- 05 SLOW CUT - Strung Out 06
- Jembaa Groove - Bassa Bassa
- 07 Franz Matthews - The Question
- 08 Tal Arditi - I Don't Want You to Leave
- 09 SCHATZKI - The Morning After
- 10 toechter - Rêve
- 11 Graf Fidi - Synonym für Scheiße
- 12 Eden Cami - Born a Stranger
- 13 My Sister Grenadine - Late Night Song
- 14 Jamila & The Other Heroes - YABA
- 15 Drückerkolonne - Oiss liabt sich
- 16 spalarnia - Ziemia
- 17 Ava Vegas - Swimming Pool
- 18 Lulu & Die Einhornfarm - Keine Kontrolle

## listen to berlin 2023/2024 (CD-BMC 2301)
Fachjury: Aissatou Binger (Karneval der Kulturen), Nadine Müller, Hannes Kraus (Dussmann das KulturKaufhaus), Christiane Falk (Radio Eins), Defne Şahin, Daniel Meinel (Flux FM)
- 01 King Josephine - Shitty Wine
- 02 Philipp Johann Thimm - Dear Father
- 03 Alex Rapp - Ego
- 04 Lio J - Life of Little B.
- 05 Phileas - Won't (Song for Majid)
- 06 WR51 - Spotlight
- 07 Laura Mailan - Rausch
- 08 Nomé - Hundred
- 09 Los Pitutos - Barros Luco
- 10 Danilo Timm - Meu Melhor
- 11 SCHWAZ - Present Tense
- 12 babelfis - Alti
- 13 Audae - Danse du temps
- 14 Johannes Motschmann - Bordun + Echo - Ipek Ipekciolu Remix
- 15 Zazuka - Dhahikaat
- 16 kusa - El Viaje
- 17 Maque - Me pone ah
- 18 HAPTiK - Just Like That
- 19 Donata - A Song About Being in Love
- 20 Ellice - Stummes Klavier